# Lights and Sounds
Lights and Sounds – album muzyczny grupy Yellowcard wydany 24 stycznia 2006 roku przez Capitol Records, a EMI Music Poland w Polsce.

## Lista utworów
1. "Three Flights Up" – 1:23
2. "Lights and Sounds" – 3:28
3. "Down on My Head" – 3:32
4. "Sure Thing Falling" – 3:42
5. "City of Devils" – 4:23
6. "Rough Landing, Holly" – 3:33
7. "Two Weeks From Twenty" – 4:18
8. "Waiting Game" – 4:15
9. "Martin Sheen or JFK" – 3:46
10. "Space Travel" – 3:47
11. "Grey" – 3:00
12. "Words, Hands, Hearts" – 4:24
13. "How I Go" – 4:32
14. "Holly Wood Died" – 4:39

Piosenki bonusowe:
1. "Three Flights Down" - 4:42 (Japoński bonus)
2. "When We're Old Men" - 3:32 (Australijski bonus)